# Заан
Заан (нід. Zaan) — невелика річка в провінції Північна Голландія на північному заході Нідерландів. Регіон, через який протікає річка, називається Занстрек. Річка спочатку була бічним рукавом затоки Ей і проходить 13,5 кілометрів через муніципалітети Занстад («місто Заан») і Вормерленд на північ від Амстердама; від Західного Ноллендама на півночі до Зандама на півдні, де вона впадає в Ей.
Влітку 1871 року французький художник-імпресіоніст Клод Моне залишився у Зандамі приблизно на півроку, і створив серію з 24 картин про регіон Занстрек. Одна з картин носить назву «Будинки на березі Заана».